# Belén Cuesta
Belén Cuesta Llamas (Sevilla, 24 de enero de 1984) es una actriz española.
Ha sido nominada en tres ocasiones a los Premios Goya, obteniendo el galardón como mejor actriz protagonista por su papel en La trinchera infinita (2019). Es conocida por su participación en películas y series de gran popularidad como Ocho apellidos catalanes (2015), Paquita Salas (2016-2019), La llamada (2017) y La casa de papel (2019-2021).

## Biografía

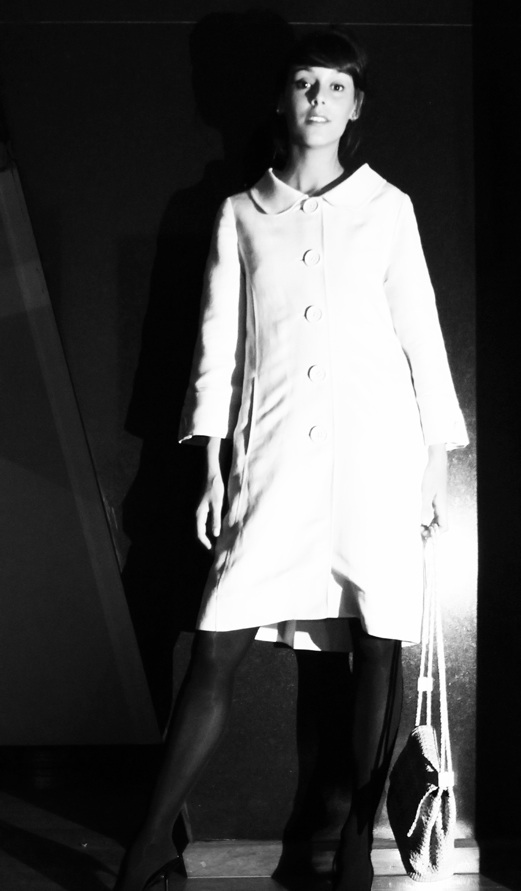
Belén Cuesta en 2007

Aunque nació en Sevilla, su infancia y adolescencia las pasó en Fuengirola, Málaga. En la actualidad reside y trabaja en Madrid. Se formó como actriz en la Escuela Superior de Arte Dramático de Málaga, además de recibir clases de interpretación en otras escuelas o disciplinas como: La Sala, Málaga; Cursos de Comedia del arte (Nando Llera), El Actor ante la cámara (Assumpta Serna), entre otros. Una de sus primeras apariciones en ficción fue en la serie diaria de Antena 3 Bandolera (2012), donde interpretó a Elisa de Vega.
Aunque comenzó en el mundo de la interpretación siendo mayoritariamente conocida como actriz teatral, ha participado tanto en producciones cinematográficas, televisivas e incluso anuncios de televisión. Su primer papel destacado en televisión fue como colaboradora del programa En el aire (2013-2014), emitido en La Sexta. En 2015 realizó su primer papel destacado en una serie televisiva como Teresa en Aquí Paz y después Gloria en Telecinco. Ese mismo año participó en la película Ocho apellidos catalanes de Emilio Martínez Lázaro, por la que obtuvo buenas críticas.
En 2016 protagonizó la serie de Antena 3 Buscando el norte, basada en la película Perdiendo el norte, en la que interpretó a Carol Ruiz. Ese año participó en cuatro largometrajes: Tenemos que hablar de David Serrano de la Peña, El pregón de Dani de la Orden, Villaviciosa de al lado de Nacho G. Velilla y Kiki, el amor se hace dirigida por Paco León y por la que obtuvo su primera nominación en los Goya como mejor actriz revelación. También en 2016 comenzó a interpretar a Magüi Moreno en la serie Paquita Salas, estrenada primero en Flooxer y luego comprada por Netflix, dirigida por Javier Calvo y Javier Ambrossi y donde ha continuado en sus siguientes temporadas estrenadas en 2017 y 2019. Por su papel en la serie ha sido nominada en tres ocasiones en los Premios Feroz como mejor actriz de reparto en una serie, obtiendo el galardón en una ocasión.
En 2017 protagonizó la película musical La llamada, basada en la obra de teatro homónima dirigida por Javier Calvo y Javier Ambrossi, interpretando a Milagros, papel por el que fue nominada en los Premios Goya, los Premios Feroz y los Premios de la Unión de Actores como mejor actriz de reparto. Ese mismo año se unió al elenco principal de la serie cómica de Telecinco Ella es tu padre, donde interpretó a Nata.
En 2018 participó en el largometraje El aviso, dirigido por Daniel Calparsoro. En 2019 protagonizó la película original de Netflix A pesar de todo, junto a Amaia Salamanca, Blanca Suárez y Macarena García. También participó en las películas Ventajas de viajar en tren, Litus y en el largometraje rumano Parking. Además, protagonizó La trinchera infinita, dirigida por Jon Garaño, Aitor Arregi y José Mari Goenaga, donde interpretó a Rosa, papel por el que fue ganadora del Goya como mejor actriz protagonista.
En julio de 2019 realizó un cameo en la tercera parte de la serie original de Netflix La casa de papel, interpretando a una rehén. En la cuarta parte de la serie, emitida en abril de 2020, se reveló que interpretaba a Julia, con nombre en clave «Manila», la ahijada de «Moscú» (Paco Tous), anteriormente conocida como Juanito, uniéndose al atraco para controlar a los rehenes como infiltrada. En 2020 protagonizó los largometrajes Hasta que la boda nos separe de Dani de la Orden, junto a Silvia Alonso y Álex García Fernández y Sentimental de Cesc Gay, donde interpretó a Laura. En febrero de 2022 se le otorgó la Medalla de Andalucía.
En 2024 protagonizó la serie de misterio Las largas sombras, junto a Irene Escolar, Elena Anaya o Marta Etura, en Disney+, donde también tuvo una aparición especial en otra serie original Cristóbal Balenciaga, interpretando a Fabiola de Mora y Aragón.

## Vida personal
Entre 2012 y 2022 mantuvo una relación sentimental con el también actor Tamar Novas, con el que coincidió en la serie de televisión Bandolera.
En diciembre de 2023 dio a luz a su primera hija, fruto de la relación con su actual pareja.

## Filmografía

### Largometrajes

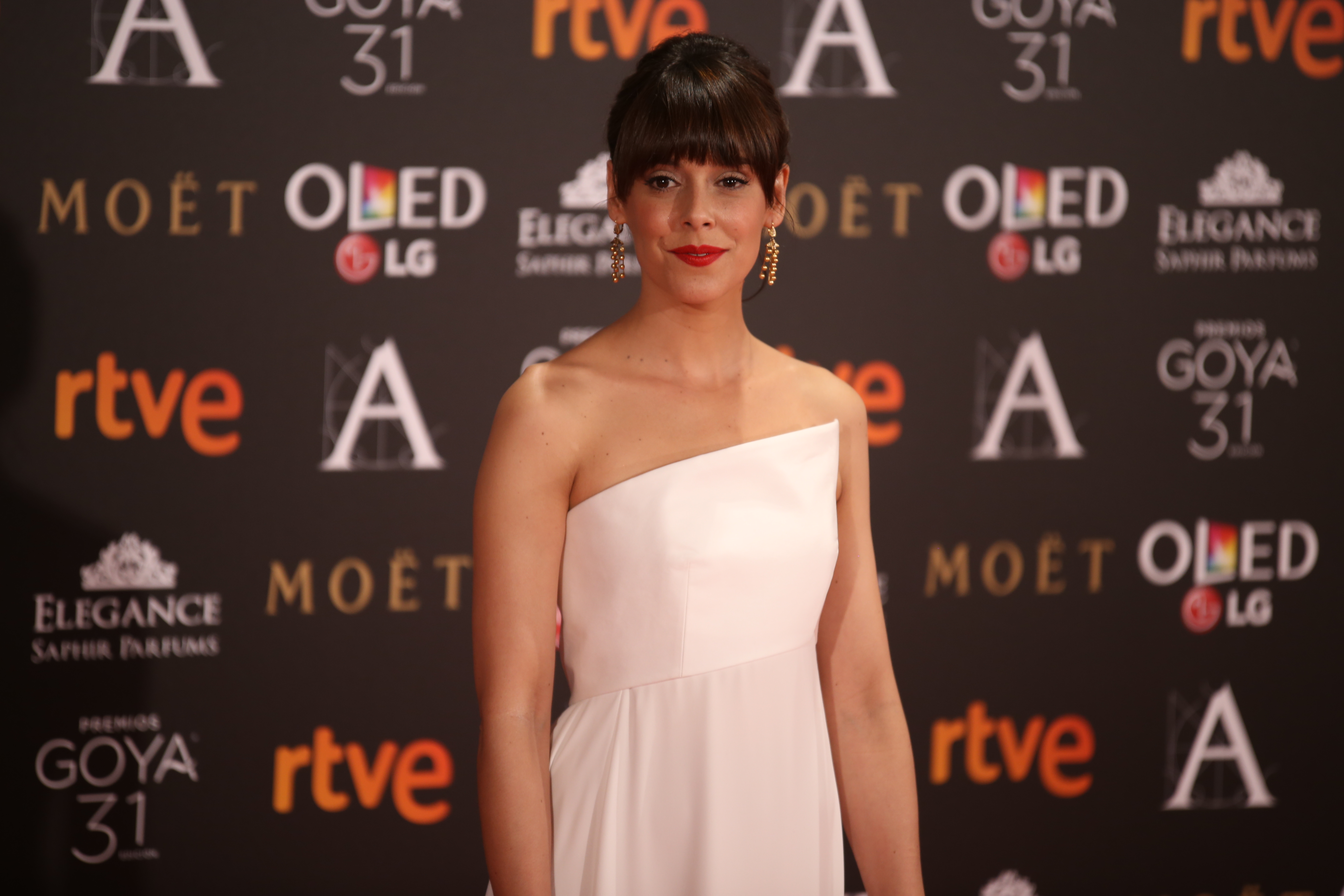
Belén Cuesta en los Premios Goya 2017

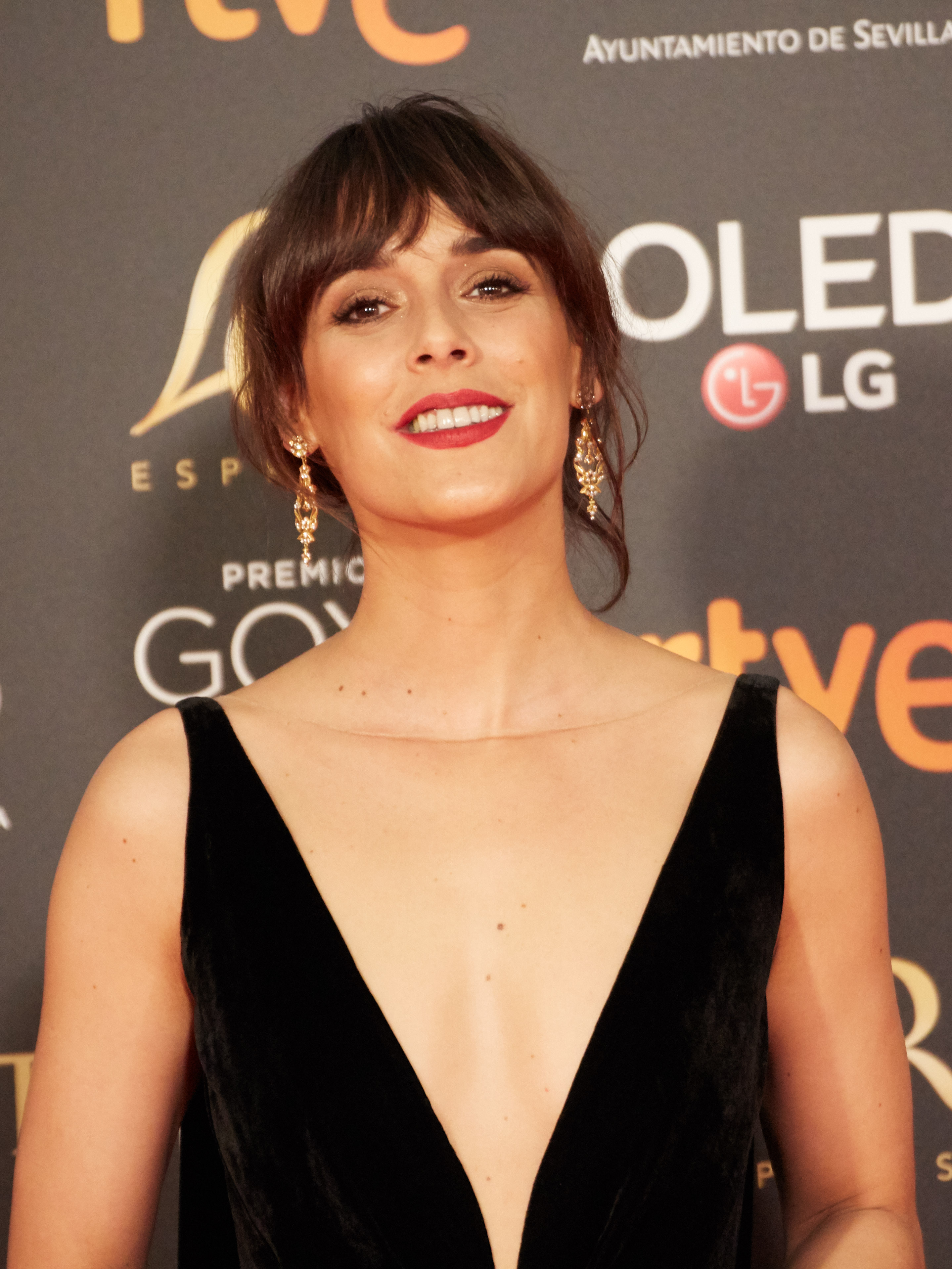
Belén Cuesta en los Premios Goya 2019

| Año  | Título                       | Personaje              | Notas                    |
| ---- | ---------------------------- | ---------------------- | ------------------------ |
| 2009 | Hierro                       | Mujer                  |                          |
| 2011 | Perro flaco                  | Natalia                |                          |
| 2012 | La montaña rusa              | Chica entrevista       |                          |
| 2013 | Sex tape                     | Canija                 |                          |
| 2015 | Ocho apellidos catalanes     | Judit                  |                          |
| 2016 | Tenemos que hablar           | Yolanda «Yoli»         |                          |
| 2016 | Kiki, el amor se hace        | Belén                  |                          |
| 2016 | El pregón                    | Silvia                 |                          |
| 2016 | Villaviciosa de al lado      | Elisa                  |                          |
| 2017 | La llamada                   | Hermana Milagros       |                          |
| 2017 | Proyecto tiempo              | Carla                  | Segmento: «La cura»      |
| 2017 | La LEGO Ninjago película     | Nya                    | Voz de doblaje (español) |
| 2018 | El aviso                     | Andrea Dovizioso       |                          |
| 2019 | A pesar de todo              | Claudia                |                          |
| 2019 | Ventajas de viajar en tren   | Amelia Urales de Úbeda |                          |
| 2019 | Litus                        | Laia                   |                          |
| 2019 | La trinchera infinita        | Rosa Blanco            |                          |
| 2019 | Parking                      | María                  |                          |
| 2020 | Hasta que la boda nos separe | Marina                 |                          |
| 2020 | Sentimental                  | Laura                  |                          |
| 2022 | Un novio para mi mujer       | Lucía                  |                          |
| 2023 | El cuco                      | Anna                   |                          |

### Televisión
| Año       | Título                             | Personaje                 | Notas                                  |
| --------- | ---------------------------------- | ------------------------- | -------------------------------------- |
| 2008      | Cazadores de hombres               | Extra                     | 2 episodios                            |
| 2010      | ¿Qué fue de Jorge Sanz?            | Enfermera                 | 1 episodios                            |
| 2011      | Palomitas                          | Varios personajes         | 9 episodios                            |
| 2011      | Ángel o demonio                    | Mujer                     | 1 episodio                             |
| 2011      | Amar en tiempos revueltos          | Berta                     | 2 episodios                            |
| 2012      | Bandolera                          | Elisa de Vega             | Elenco principal; 114 episodios        |
| 2012      | Serienómanos                       | Varios personajes         | 5 episodios                            |
| 2012      | Operación Malaya                   | Clara                     | Película de televisión                 |
| 2013      | El tiempo entre costuras           | Parturienta               | 1 episodio                             |
| 2013-2014 | En el aire                         | Ella misma                | Colaboradora                           |
| 2015      | Aquí Paz y después Gloria          | Teresa «Tere»             | Elenco principal; 8 episodios          |
| 2015      | Vis a vis                          | Yolanda Montero Fernández | Recurrente; 2 episodios                |
| 2016      | Buscando el norte                  | Carolina «Carol» Ruiz     | Elenco principal; 8 episodios          |
| 2016-2019 | Paquita Salas                      | Magüi Moreno              | Elenco principal; 14 episodios         |
| 2017-2018 | Ella es tu padre                   | Natalia «Nata»            | Elenco principal; 13 episodios         |
| 2018      | BByC: Bodas, bautizos y comuniones | Bea Maqueda               | Película de televisión                 |
| 2019      | Mira lo que has hecho              | Ella misma                | 4 episodios                            |
| 2019-2021 | La casa de papel                   | Julia Martínez «Manila»   | Elenco principal; 21 episodios (T3-T5) |
| 2023      | Cristo y Rey                       | Bárbara Rey               | Protagonista; 8 episodios              |
| 2023      | Cites                              | Abi                       | Aparición especial; 1 episodio         |
| 2023      | Romancero                          | Carmen                    | Elenco principal; 4 episodios          |
| 2024      | Cristóbal Balenciaga               | Fabiola de Mora y Aragón  | Aparición especial; 1 episodio         |
| 2024      | Las largas sombras                 | Teresa «Tere» Soler       | Elenco principal; 6 episodios          |
| 2025      | Legado                             | Yolanda Selingman         | Elenco principal; 8 episodios          |

### Teatro
- El hombre almohada (2021). Dirigida y adaptada por David Serrano de la Peña.
- Metamorfosis (2019). Dirigida y adaptada por David Serrano de la Peña.
- Universos Paralelos (2017). Dirigida por David Serrano de la Peña.
- Los tragos de la vida (2016). Dirigida por Daniel Guzmán
- La llamada (2013-2016). Escrita y dirigida por Javier Calvo y Javier Ambrossi
- Presencias (2012). Dirigida por Benja de la Rosa.
- ¿Quién es Teodoro? (2012). De Verónica Larios. Microteatro.
- Papá se ha ido (2011). De Elvira Lindo. Dirigida por Sonia Sebastián. Microteatro.
- Lo que da miedo es la muerte (2011). De Olga Iglesias. Microteatro.
- Soy actriz (2011). De Olga Iglesias. Microteatro.
- Te acuerdas (2011). De Secun de la Rosa. Microteatro.
- El imaginario de Cervantes (2011). Dirigida por Sonia Sebastián.
- Labios (2010). De Carlos Rico. Dirigida por Alejandra Nogales.
- Las fichas (2009). Dirigida por Secun de la Rosa.
- Sonias (2008). Dirigida por Hermanas Rico.
- Acóplate (2008). Con la compañía "Los Quiero Teatro Tonto". Dirigida por Hermanas Rico.
- Me muero, me muero (2007). Dirigida por Hermanas Rico.
- Una mujer sin importancia (2007). De Oscar Wilde, dirigida por Hermanas Rico.
- Enrico V (2006). Cía. Pipo del Bono.
- Malditas sean por siempre Coronada y sus hijas (2006). Dirigida por Pablo Mesa.
- Ifigenia en Táuride (2004-2005). Dirigida por Ignacio Ortiz.

## Premios
Premios Goya
| Año  | Categoría                 | Película              | Resultado |
| ---- | ------------------------- | --------------------- | --------- |
| 2020 | Mejor actriz protagonista | La trinchera infinita | Ganadora  |
| 2018 | Mejor actriz de reparto   | La llamada            | Nominada  |
| 2017 | Mejor actriz revelación   | Kiki, el amor se hace | Nominada  |

Premios Feroz
| Año  | Categoría                            | Película              | Resultado |
| ---- | ------------------------------------ | --------------------- | --------- |
| 2020 | Mejor actriz de reparto en una serie | Paquita Salas         | Nominada  |
| 2020 | Mejor actriz protagonista            | La trinchera infinita | Ganadora  |
| 2019 | Mejor actriz de reparto en una serie | Paquita Salas         | Nominada  |
| 2018 | Mejor actriz de reparto              | La llamada            | Nominada  |
| 2017 | Mejor actriz de reparto en una serie | Paquita Salas         | Ganadora  |

Premios de la Unión de Actores
| Año  | Categoría                               | Película              | Resultado |
| ---- | --------------------------------------- | --------------------- | --------- |
| 2022 | Mejor actriz secundaria de televisión   | La casa de papel      | Nominada  |
| 2020 | Mejor actriz protagonista de cine       | La trinchera infinita | Ganadora  |
| 2019 | Mejor actriz protagonista de televisión | Paquita Salas         | Nominada  |
| 2017 | Mejor actriz secundaria de cine         | La llamada            | Nominada  |
| 2014 | Mejor actriz de reparto de teatro       | La llamada            | Nominada  |

Premios Iris
| Año  | Categoría                     | Serie         | Resultado |
| ---- | ----------------------------- | ------------- | --------- |
| 2023 | Mejor interpretación femenina | Cristo y Rey  | Ganadora  |
| 2019 | Mejor interpretación femenina | Paquita Salas | Nominada  |

Premios Fotogramas de Plata
| Año  | Categoría            | Película              | Resultado |
| ---- | -------------------- | --------------------- | --------- |
| 2020 | Mejor actriz de cine | La trinchera infinita | Ganadora  |

Medallas del Círculo de Escritores Cinematográficos
| Año  | Categoría                 | Película              | Resultado |
| ---- | ------------------------- | --------------------- | --------- |
| 2020 | Mejor actriz protagonista | La trinchera infinita | Nominada  |
| 2018 | Mejor actriz secundaria   | La llamada            | Nominada  |

Premios Cinematográficos José María Forqué
| Año  | Categoría                     | Película              | Resultado |
| ---- | ----------------------------- | --------------------- | --------- |
| 2020 | Mejor interpretación femenina | La trinchera infinita | Nominada  |

Premios ASECAN
| Año  | Categoría                     | Película              | Resultado |
| ---- | ----------------------------- | --------------------- | --------- |
| 2021 | Mejor actriz protagonista     | Sentimental           | Nominada  |
| 2020 | Mejor actriz protagonista     | La trinchera infinita | Ganadora  |
| 2018 | Mejor interpretación femenina | La llamada            | Nominada  |
| 2017 | Mejor interpretación femenina | Kiki, el amor se hace | Nominada  |

Premios ABYCINE
| Año  | Categoría                | Película   | Resultado |
| ---- | ------------------------ | ---------- | --------- |
| 2018 | Premio trayectoria joven | La llamada | Ganadora  |